# أرون ويكسلر
أرون ويكسلر (بالإنجليزية: Aaron Wexler)‏ هو رسام وفنان أمريكي، ولد في 1974.